# Thiéblemont-Farémont
Thiéblemont-Farémont è un comune francese di 529 abitanti situato nel dipartimento della Marna nella regione del Grand Est.

## Società

### Evoluzione demografica
Abitanti censiti